# 2003-as Radio Disney Music Awards
A 2003-as Radio Disney Music Awards volt a második díjátadó gála, melyet a Radio Disney állomáson, Burbankben tartottak. A legtöbb díjat Hilary Duff zsebelte be.

## Jelöltek és győztesek[2]
| - Hilary Duff - Avril Lavigne - Jessica Simpson - Lil' Romeo - Aaron Carter - Bow Wow - Destiny’s Child - Atomic Kitten - The Cheetah Girls - "So Yesterday" – Hilary Duff - "The Tide Is High (Get the Feeling)" – Atomic Kitten - "Play Like Us" – Lil' Romeo - "Miss Independent" – Kelly Clarkson - "So Yesterday" – Hilary Duff - "Play Like Us" – Lil' Romeo - "Naked Mole Rap" – Ron Stoppable and Rufus - "Play Like Us" – Lil' Romeo - "The Tide Is High (Get the Feeling)" – Atomic Kitten | - "So Yesterday" – Hilary Duff - "Miss Independent" – Kelly Clarkson - "I'm with You" – Avril Lavigne - "Sk8er Boi" – Avril Lavigne - "Girl Can Rock" – Hilary Duff - "Ultimate" – Lindsay Lohan - "So Yesterday" – Hilary Duff - "Sk8er Boi" – Avril Lavigne - "Miss Independent" – Kelly Clarkson - "What I Like About You" – Lillix - "So Yesterday" – Hilary Duff - "Ultimate" – Lindsay Lohan - Hilary Duff - Amanda Bynes - Lindsay Lohan - Justin Timberlake - Aaron Carter - Lil' Romeo |

## Fordítás
- Ez a szócikk részben vagy egészben  a(z)   2003 Radio Disney Music Awards című angol Wikipédia-szócikk ezen változatának fordításán alapul.  Az eredeti cikk szerkesztőit annak laptörténete sorolja fel. Ez a jelzés csupán a megfogalmazás eredetét és a szerzői jogokat jelzi, nem szolgál a cikkben szereplő információk forrásmegjelöléseként.